# Willem Endstra
Willem Alexander Arnold Peter Minne Endstra (Amsterdam, 12 januari 1953 – aldaar, 17 mei 2004) was een Nederlands vastgoedhandelaar die werd verdacht van witwaspraktijken en in 2004 werd vermoord. In oktober 2011 werd in het buitenland een verdachte aangehouden. Het Openbaar Ministerie heeft om uitlevering gevraagd van de 47-jarige Rus, die echter in maart 2012 overleed na een hersenbloeding. Ook een 31-jarige man uit Alkmaar is opgepakt op verdenking van betrokkenheid bij de liquidatie.
Endstra hield immer een low profile en er is dan ook niet veel over hem bekend. Zijn bijnaam was "Stille Willem".

## Levensloop
Willem Endstra werd in 1953 geboren en was de op een na oudste van de vier kinderen van Arnold Willem Endstra en Margot Kleine, een Duitse. Zijn grootvader Minne Endstra (1901-1971) was aanvankelijk handelaar in glas- en verfartikelen, en werd tijdens de bezetting rijk met de levering van camouflageverf voor bunkers en vliegvelden aan het Duitse leger. Het zo vergaarde vermogen belegde hij in onroerend goed, dat hij meestal verwierf op veilingen. Daar werden woonhuizen van Joodse Nederlanders door de banken aangeboden omdat de gedeporteerde bewoners de hypotheek niet hadden voldaan. Na de oorlog verhuurde hij ketelwagens en werd uiteindelijk groothandelaar in rollend materieel, dat hij vooral verhandelde met het Oostblok.
Willem Endstra begon op zijn zestiende in het familiebedrijf en bouwde dit uit tot een vastgoedbedrijf. In de avonduren volgde hij een studie rechten aan de Vrije Universiteit. Op 13 mei 1987 richtte hij het vastgoedbedrijf Convoy Vastgoed BV op, dat op 3 juni 1987 werd ingeschreven in het handelsregister met een maatschappelijk kapitaal van 200.000 gulden (90.756,04 euro), geplaatst kapitaal van 40.000 gulden (18.151,21 euro) en gestort kapitaal van eveneens 40.000 gulden.
Endstra werd in 1992 verdacht van het via onroerendgoedtransacties witwassen van geld dat een bende rond crimineel Ton van Dalen had verdiend door grootschalige handel in XTC. In 1995 was hij opnieuw in beeld; dit keer in verband met omvangrijke hasjtransacties. In datzelfde jaar betaalde hij volgens enkele kranten ruim 1 miljoen gulden (ca. 450 duizend euro) aan justitie om strafvervolging te voorkomen.
Intussen bouwde Endstra rustig verder aan zijn onroerendgoedimperium. In 2001 was hij samen met de Rotterdamse havenbaron Hans van der Lande betrokken bij de aankoop van het voormalige Brits militair vliegveld RAF Laarbruch, vlak over de Nederlandse grens tussen Nijmegen en Venlo, nu bekend als Airport Weeze of ook als Düsseldorf Niederrhein. In een later stadium werd daar een zakenman uit Ubbergen en Erik de Vlieger bij betrokken. Eind 2001 moest Endstra uit het project stappen, nadat de Duitse overheden erachter kwamen dat de Nederlandse justitie hem op de korrel had. Later zou blijken dat Endstra daarna toch zes miljoen euro in het vliegveld had gestoken, dat inmiddels Flughafen Niederrhein was gedoopt.
Endstra kende De Vlieger al van eerdere samenwerking, samen met vastgoedhandelaar Klaas Hummel. Het drietal kocht in 1999 het World Fashion Center in Amsterdam. In 2001 verbrak De Vlieger de samenwerking. Endstra was in 2000 ook medeaandeelhouder van Dutch Contracting Group, een Amsterdams havenbedrijf en Figee, een Haarlemse kranenbouwer van De Vlieger, hoewel deze de banden met Endstra steeds heeft ontkend. Endstra zou De Vlieger ook in contact hebben gebracht met Heineken-ontvoerder Willem Holleeder, nadat De Vlieger ruzie had gekregen met Israëlische vastgoedhandelaren.
In 2002 raakte Endstra bij het grote publiek bekend toen de crimineel John Mieremet in De Telegraaf verklaarde dat Endstra de 'bankier' van de onderwereld was. Willem Holleeder zou zijn gewapende arm zijn. Mieremet had op dat moment met beiden een geschil. Endstra ontkende, maar had de schijn tegen toen in het decembernummer van het tijdschrift Quote een foto verscheen waarop hij met Holleeder te zien was, gezeten op een bankje bij zijn kantoor. Endstra vreesde dat hij van de foto kon worden herkend en vroeg de rechter om een verbod op het verschijnen van het Quote-nummer. Dit werd afgewezen.
In dat jaar werd zijn vermogen geschat op 350 miljoen euro. In de top 500 van Quote stond hij toen op de 36ste plaats. Een jaar later werd zijn vermogen geschat op 200 miljoen en was hij gezakt naar een 93ste plaats.
Nadat op 24 januari 2003 Heineken-ontvoerder Cor van Hout werd geliquideerd, noemden informanten tegenover de Amsterdamse politie Endstra als volgend slachtoffer.

## Liquidatie
Op 14 mei 2004 maakte de rechtbank van Amsterdam bekend dat Endstra niet zou worden vervolgd wegens witwaspraktijken. Hiervoor waren in zijn boekhouding geen aanwijzingen gevonden. Wel liep er tegen hem nog een zaak wegens valsheid in geschrifte.
Op 15 mei was Endstra te gast in het programma Business Class van collega-vastgoedhandelaar Harry Mens. Tot dan toe had hij vrijwel alle verzoeken om een interview afgewezen. Hij verklaarde dat er nu veertien jaar achter hem werd aangelopen en dat er nooit iets was gevonden. Volgens Endstra moest justitie nu concluderen dat er met hem niets mis was. Willem Holleeder kende hij helemaal niet. Dat ze samen op een bankje hadden gezeten was toevallig. Verder maakte Endstra gewag van illegale praktijken van de politie. Gewapende politiemensen zouden zonder toestemming huiszoekingen in zijn woning hebben verricht. De televisieopnamen werden op 16 mei uitgezonden.
De volgende dag werd Endstra om kwart over twaalf vlak bij zijn kantoor aan de Apollolaan in Amsterdam Oud-Zuid neergeschoten toen hij in zijn BMW wilde stappen. David Denneboom, zoon van een collega-vastgoedhandelaar, raakte gewond. Beiden werden met spoed naar een ziekenhuis overgebracht, waar Endstra korte tijd later overleed. Hij is 51 jaar oud geworden en liet vijf kinderen achter bij drie verschillende vrouwen. De vermoedelijke dader van de aanslag, Namik Abbasov, overleed in 2012 in het huis van bewaring.

## Nasleep en nalatenschap
Later werd bekend dat Endstra samen met twee Hells Angels de liquidatie van Holleeder zou hebben beraamd in het restaurant van vliegveld Niederrhein. Ook Angels-president Willem van Boxtel zou daarbij betrokken zijn geweest. Endstra is mogelijk vermoord doordat deze informatie uitlekte. Van Boxtel werd afgezet als Angels-leider en moest de club in bad standing verlaten.
Ook werd bekend dat Endstra naar alle waarschijnlijkheid vanaf 2002 door Holleeder werd afgeperst. Het zou gaan om tientallen miljoenen euro's. Toen Endstra niet wilde betalen zou hij door Holleeder in het Amsterdamse Bos zijn afgetuigd. Endstra zou hierover met rechercheurs hebben gesproken. Omdat hij geen aangifte wilde doen, zou Holleeder niet zijn aangehouden.
Willem Holleeder werd (met dertien medeverdachten) aangehouden in de nacht van 29 op 30 januari 2006. Hij wordt door het Openbaar Ministerie verdacht van afpersing en mishandeling van vastgoedhandelaren. De dagboeken van Willem Endstra waarin deze de afpersingen en mishandelingen had opgetekend, waren belangrijk bewijsmateriaal. Holleeder werd tot levenslang veroordeeld, een straf die het gerechtshof Amsterdam op 24 juni 2022 in hoger beroep bevestigde. 
Op 8 juni 2015 berichtte De Telegraaf dat de Nederlandse Staat de helft uit Endstra's nalatenschap van 80 miljoen euro toeviel. Een jaar eerder was de nalatenschap door Vrij Nederland-journalist Harry Lensink nog veel lager ingeschat.

## Contacten met CIE
Op 21 maart 2006 meldde het Amsterdamse dagblad Het Parool dat Endstra uitgebreid zou hebben gesproken met de Criminele Inlichtingen Eenheid van de recherche van Amsterdam-Amstelland. De krant had de hand gelegd op een 254 pagina's tellend dossier van uitgewerkte bandopnamen, de zogenaamde Endstra-tapes. Endstra zou  van 20 maart 2003 tot en met 28 januari 2004 in 15 gesprekken onder meer hebben verklaard dat Holleeder verantwoordelijk was voor 25 liquidaties, onder andere die op diens zwager Cor van Hout en op Sam Klepper, Jan Femer, George Plieger, Magdi Barsoum, Jules Jie en Gijs van Dam jr. Hij zou Endstra vaak van tevoren hebben verteld dat er weer een liquidatie ging plaatsvinden. Endstra zou zo in 2002 geprobeerd hebben John Mieremet voor een ophanden zijnde liquidatie te waarschuwen.
Hij zou voorts door Holleeder voor vele tientallen miljoenen zijn afgeperst. De rechercheurs hadden hem herhaaldelijk gevraagd aangifte te doen, maar dat had Endstra steeds geweigerd, bang dat Holleeder voor een kleinigheidje zou worden vastgezet en na zijn vrijlating wraak zou nemen. Endstra maakte notities over zijn gesprekken met de rechercheurs bij de CIE. Die verdwenen in november 2003 bij een inbraak uit zijn woning in IJmuiden. Op 28 januari 2004 verbrak hij het contact met de CIE.